# ミスティック・ミュージアム
『ミスティック・ミュージアム』は、藤春都による日本のライトノベル。イラストは森井しづきが担当。HJ文庫（ホビージャパン）より2008年7月から2009年4月まで刊行された。第2回ノベルジャパン大賞佳作受賞作（受賞時のタイトルは「ブリティッシュ・ミステリアス・ミュージアム」）。

## あらすじ
19世紀のロンドン。レポートを書くために大英博物館を訪れたダドリーは、自らを女神と称する少女アルダと出会う。そんなことからダドリーとアルダの奇妙な生活が始まる。

## 主要登場人物
ダドリー・ライナス
本作の主人公。童顔で背も低め。そのことをやや気にしている。キングス・カレッジ・ロンドンに所属する1年生。大英博物館で夜まで寝過ごしてしまい、途方に暮れていたところにアルダと出会う。アルダを視覚できる数少ない人間であるため、彼女にまとわりつかれることとなる。
アルダ
大英博物館に置かれていた女神像に宿っていた女神。ほとんどの人間に視覚されず、宙に浮かぶことができる。かつては家庭と竈と炎の女神として崇められていた存在。炎を操るほか、物から人の残留思念を感じ取ることができる。外見年齢は10代半ばほど（アルダいわく、本当の姿ではないらしい）。本来は名前のない女神であったが、ダドリーが名づけた。
アントニオ・パニッツィ
大英博物館の館長。アルダを視覚できる数少ない人物で、ダドリーとアルダの良き理解者。意外と下世話。実在の人物である。
ラルフ・バーナード
ダドリーの大学の同級生で、親友でもある。
シンシア・バーナード
ラルフの妹。14歳。典型的なお嬢様で、ダドリーに好意を抱いている。

## 既刊一覧
- 藤春都（著） / 森井しづき（イラスト） 、ホビージャパン〈HJ文庫〉、全3巻
  - 『ミスティック・ミュージアム』2008年7月1日初版発行（同日発売[2]）、ISBN 4-89425-731-9
  - 『ミスティックミュージアム2 〜For Your Eyes Only〜』2008年11月1日初版発行（同日発売[2]）、ISBN 4-89425-782-3
  - 『ミスティック・ミュージアム3 〜I Pledge For My Dear〜』2009年4月1日初版発行（同日発売[2]）、ISBN 4-89425-850-1